# Provincia di Santa Fe
(José Pedroni, Suelo santafesino)

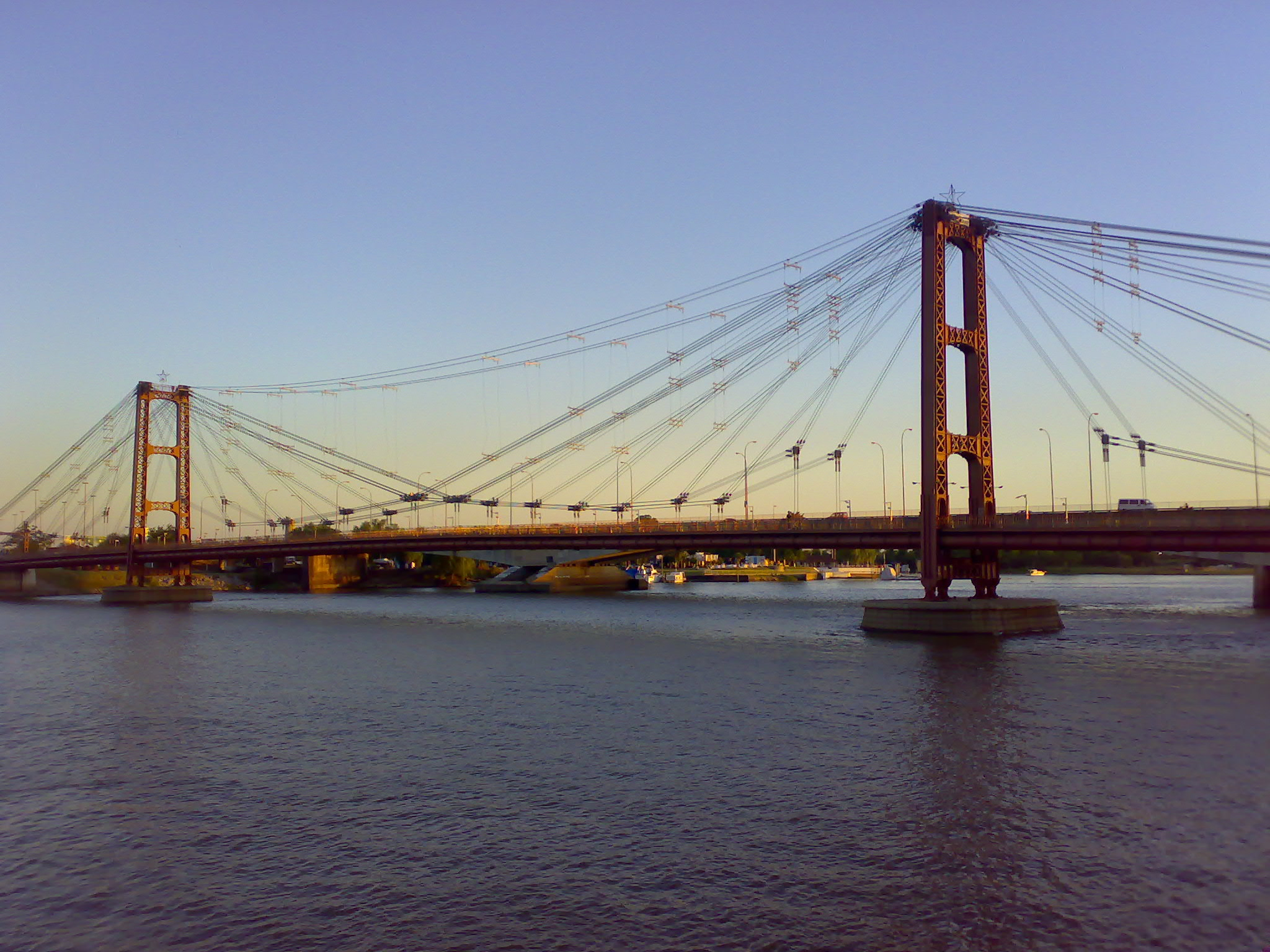
Ponte tra le città di Santa Fe e Paraná sul grosso fiume Paraná.

La provincia di Santa Fe è una provincia dell'Argentina, situata nella parte nord-orientale del Paese. Per superficie, popolazione e livello socio-economico rappresenta una fra le più evolute e importanti aree dell'Argentina. Grande rilevanza ha avuto, nel proprio sviluppo, l'immigrazione europea, da cui ha tratto origine oltre il 90% della sua attuale popolazione.

## Geografia e clima
Confina a nord con la provincia del Chaco, a est con Corrientes ed Entre Ríos, a sud con Buenos Aires e ad ovest con Santiago del Estero e Córdoba. Il territorio è interamente pianeggiante ed è percorso da numerosi corsi d'acqua, primo fra tutti il Paranà, che segna la sua frontiera orientale dividendolo dalle provincie di Corrientes ed Entre Ríos.
La Provincia di Santa Fe ha un clima temperato di tipo "pampeano umido" (pampeano húmedo) nella sua parte centro-meridionale e subtropicale moderatamente umido di tipo chaqueño (dal Chaco, che è un'ampia regione geografica situata fra Argentina, Bolivia, Paraguay e Brasile), a settentrione. Il passaggio fra i due tipi di clima avviene gradualmente e interessa una zona compresa approssimativamente fra il 30º e il 31º parallelo sud. Mentre il clima pampeano santafesino è contraddistinto da quattro stagioni nettamente differenziate fra di loro e da temperature miti (con medie annue generalmente comprese fra i 16 °C e i 18 °C), quello chaqueño, oltre ad essere sensibilmente più caldo (con medie annue che si aggirano attorno ai 20 °C ed oltre), presenta due sole stagioni, una umida, e un'altra secca.
A titolo esemplificativo forniamo qui di seguito i dati climatologici di alcune località:
- Rosario (clima "pampeano umido"): temp. media annua: 17,1 °C; del mese più freddo (giugno): 10,3 °C; del mese più caldo (gennaio) 24,2 °C, prec. annue: 1044 mm[2]
- Ceres (clima di transizione): temp. media annua: 19,1 °C; del mese più freddo (giugno e/o luglio): 12,4 °C; del mese più caldo (gennaio): 25,7 °C; prec. annue: 917 mm[3]
- Reconquista (clima subtropicale di tipo chaqueño): temp. media annua: 19,9 °C; del mese più freddo (luglio): 13,8 °C; del mese più caldo (gennaio): 26,2 °C; prec. annue: 1291 mm[4]

## Flora e fauna
Anche sotto il profilo botanico e faunistico, oltreché climatologico, la provincia si articola in due grandi realtà subregionali: quella chaqueña a nord e quella pampeana al centro e al sud. La prima è più ricca di vegetazione (boschi e, più raramente, selve fluviali), la seconda si presenta come un'enorme ma suggestiva prateria (costituita da terre nere particolarmente fertili) inframmezzata da appezzamenti di terreno coltivati più o meno intensivamente. Le specie vegetali presenti nel Chaco santafesino sono di tipo tropicale (palme, salici creoli, arbusti xerofili ecc.) mentre al sud ha particolare diffusione l'eucalipto, il sicomoro americano e l'ombù. La fauna è particolarmente ricca al nord dove sono presenti molte specie endemiche, fra cui il bradipo, il formichiere, il tapiro e anche alcuni caimani (fra cui lo yacaré nero proveniente dalle foreste fluviali delle provincie di Corrientes e Misiones, dove sono particolarmente diffusi). La zona pampeana è invece conosciuta per le sue specie domestiche importate dall'Europa (bovini ed equini in particolare); volpi e soprattutto cervi selvatici si possono ancora trovare in molte zone rurali.

## Superficie e popolazione
La provincia ha una superficie totale di 133007 km² su cui vivono 3 194 537 abitanti, con una densità di 24 abitanti per km², superiore pertanto a quella dello Stato argentino (15 abitanti circa). Il tasso di accrescimento demografico, del 6,5% rispetto al precedente censimento (2001), è invece sensibilmente inferiore a quello medio argentino, corrispondente all'11,2% (sempre rispetto alle precedenti rilevazioni censuali del 2001). Oltre il 50% della popolazione provinciale risiede in due aree metropolitane: quella di Rosario (ufficialmente denominata Grande Rosario), e quella di Santa Fe (Gran Santa Fe).

## Geografia antropica

### Suddivisioni amministrative

#### Dipartimenti
La provincia è suddivisa in 19 dipartimenti (departamentos in spagnolo). I dipartimenti hanno una funzione organizzativa, elettorale e statistica, a livello provinciale ad esempio per quanto riguarda la sicurezza.
| Dipartimento     | Abitanti cens. 2001 | Abitanti cens. 1991 | Variazione | Superficie (km²) | Capoluogo          |
| ---------------- | ------------------- | ------------------- | ---------- | ---------------- | ------------------ |
| Belgrano         | 41 449              | 38 818              | 6,78%      | 2 386            | Las Rosas          |
| Caseros          | 79 096              | 76 690              | 3,07%      | 3 449            | Casilda            |
| Castellanos      | 162 165             | 141 994             | 14,21%     | 6 600            | Rafaela            |
| Constitución     | 83 045              | 79 419              | 4,06%      | 3 225            | Villa Constitución |
| Garay            | 19 913              | 16 253              | 22,52%     | 3 964            | Helvecia           |
| General López    | 182 113             | 172 054             | 6,11%      | 11 558           | Melincué           |
| General Obligado | 166 436             | 145 265             | 14,57%     | 10 928           | Reconquista        |
| Iriondo          | 65 486              | 62 838              | 4,21%      | 3 184            | Cañada de Gómez    |
| La Capital       | 489 505             | 441 982             | 10,75%     | 3 055            | Santa Fe           |
| Las Colonias     | 95 202              | 86 046              | 10,64%     | 6 439            | Esperanza          |
| Nueve de Julio   | 28 273              | 27 285              | 3,62%      | 16 870           | Tostado            |
| Rosario          | 1 121 441           | 1 079 359           | 3,91%      | 1 890            | Rosario            |
| San Cristóbal    | 64 935              | 63 353              | 2,50%      | 14 850           | San Cristóbal      |
| San Javier       | 29 912              | 26 369              | 13,44%     | 6 929            | San Javier         |
| San Jerónimo     | 77 253              | 69 739              | 10,77%     | 4 282            | Coronda            |
| San Justo        | 40 379              | 36 887              | 9,47%      | 5 575            | San Justo          |
| San Lorenzo      | 142 097             | 129 875             | 9,32%      | 1 867            | San Lorenzo        |
| San Martín       | 60 698              | 57 118              | 6,27%      | 4 860            | Sastre             |
| Vera             | 51 303              | 47 078              | 8,97%      | 21 096           | Vera               |

#### Municipi e comuni
I Dipartimenti, sono suddivisi, a propria volta, in distretti, che possono essere organizzati come municipalità o municipi (municipalidades in spagnolo), oppure come comuni (comunas in spagnolo). Secondo la normativa vigente nella Provincia di Santa Fe, per poter ottenere lo status di municipio, il distretto deve avere una popolazione non inferiore ai 10 000 abitanti (salvo contate eccezioni). Le unità territoriali più popolose si sono pertanto costituite in municipi, mentre le altre in comuni. Qui di seguito riportiamo i dati demografici dei primi 15 municipi, su un totale di 48, della provincia di Santa Fe:
| Municipio               | Ab. cens. 2001 | Maschi 2001 | Femmine 2001 | Ab. cens. 1991 | Variazione |
| ----------------------- | -------------- | ----------- | ------------ | -------------- | ---------- |
| Rosario                 | 909 397        | 430 622     | 478 775      | 908 875        | 0,06%      |
| Santa Fe                | 369 589        | 175 661     | 193 928      | 349 323        | 5,80%      |
| Rafaela                 | 83 563         | 40 429      | 43 134       | 68 400         | 22,17%     |
| Villa Gobernador Gálvez | 74 658         | 37 061      | 37 597       | 63 078         | 18,36%     |
| Venado Tuerto           | 69 536         | 33 687      | 35 876       | 60 308         | 15,35%     |
| Reconquista             | 66 143         | 32 233      | 33 910       | 55 010         | 20,24%     |
| Santo Tomé              | 59 072         | 28 502      | 30 570       | 44 533         | 32,65%     |
| Villa Constitución      | 44 369         | 21 652      | 22 717       | 41 530         | 6,84%      |
| San Lorenzo             | 43 520         | 21 017      | 22 503       | 41 160         | 5,73%      |
| Esperanza               | 35 885         | 17 493      | 18 392       | 30 898         | 16,14%     |
| Granadero Baigorria     | 32 427         | 15 962      | 16 465       | 22 097         | 46,75%     |
| Casilda                 | 32 002         | 15 393      | 16 609       | 29 702         | 7,74%      |
| Cañada de Gómez         | 29 833         | 14 335      | 15 498       | 28 610         | 4,27%      |
| Capitán Bermúdez        | 27 060         | 13 061      | 13 999       | 26 078         | 3,77%      |
| Pérez                   | 24 436         | 12 132      | 12 304       | 20 715         | 17,96%     |

## Storia
Iniziò a svilupparsi nella seconda metà dell'Ottocento, grazie alla massiccia immigrazione europea ed in particolare italiana. Italiani, in grande maggioranza, furono i colonizzatori della Pampa Húmeda che si estende per oltre i 2/3 della Provincia e che per questa ragione iniziò a chiamarsi Pampa Gringa (da gringo, come venivano soprannominati all'epoca gli italiani). Italiani furono anche molti dei colonizzatori della parte più settentrionale della Provincia, già facente parte, geograficamente, del Chaco. La città di Rafaela (la terza della Provincia con circa 88 000 abitanti) fu una creazione del lavoro italiano (soprattutto piemontese) e così pure le colonie agricole di San Jorge, Sunchales, Piamonte, Cavour, Cañada de Gómez, Carcarañá e molte altre. Anche Rosario e Santa Fe, massimi centri abitati della provincia, furono in gran parte edificate da architetti e ingegneri italiani che si ispirarono, nel progettare e costruire alcuni fra gli edifici più rappresentativi delle due città a modelli e forme stilistiche propri della loro terra d'origine.
Santa Fe è gemellata con Cuneo dal 1948.

## Santafesinos
- Gabriel Batistuta, calciatore
- Fernando Birri, cineasta
- José Cura, cantante lirico
- Libertad Lamarque, attrice e cantante.
- Che Guevara, politico e rivoluzionario
- Lionel Messi, calciatore
- Ezequiel Lavezzi, calciatore
- Valeria Mazza, modella
- Carlo Mazzantini, filosofo
- César Luis Menotti, calciatore e allenatore
- Fito Páez, cantante
- Roberto Fontanarrosa, scrittore, umorista
- Carlos Monzón, pugile
- José Pedroni, poeta
- Lola Ponce, cantante e attrice
- Carlos Reutemann, pilota di Formula 1 e politico
- Hugo Mario Zingerling, storico e giornalista
- Javier Mascherano, calciatore
- Antonio Berni, pittore.
- Luciana Aymar, hockeista su prato.
- Héctor Cúper, allenatore di calcio.